# Lijst van voetbalinterlands Algerije - Libië
Deze lijst van voetbalinterlands is een overzicht van alle officiële voetbalwedstrijden tussen de nationale teams van Algerije en Libië. De landen hebben tot op heden negentien keer tegen elkaar gespeeld. De eerste ontmoeting was een vriendschappelijke wedstrijd ergens in Algerije op 1 november 1971. Het laatste duel, een groepswedstrijd tijdens het African Championship of Nations 2022, werd gespeeld op 13 januari 2023 in Algiers.

## Wedstrijden
| №  | Plaats      | Datum             | Competitie                                        | Wedstrijd        | Uitslag |
| -- | ----------- | ----------------- | ------------------------------------------------- | ---------------- | ------- |
| 1  | ?           | 1 november 1971   | Vriendschappelijk                                 | Algerije − Libië | 2 − 1   |
| 2  | Tripoli     | 24 november 1971  | Vriendschappelijk                                 | Libië − Algerije | 0 − 0   |
| 3  | Benghazi    | 21 augustus 1973  | Palestina Cup 1973                                | Libië − Algerije | 0 − 2   |
| 4  | Algiers     | 1 april 1976      | WK 1978 kwalificatie                              | Algerije − Libië | 1 − 0   |
| 5  | Tripoli     | 16 april 1976     | WK 1978 kwalificatie                              | Libië − Algerije | 0 − 0   |
| 6  | Benghazi    | 8 september 1976  | Vriendschappelijk                                 | Libië − Algerije | 0 − 1   |
| 7  | Tripoli     | 10 september 1976 | Vriendschappelijk                                 | Libië − Algerije | 1 − 0   |
| 8  | Algiers     | 1 november 1976   | Vriendschappelijk                                 | Algerije − Libië | 2 − 0   |
| 9  | Algiers     | 18 juli 1978      | Afrikaanse Spelen 1978                            | Algerije − Libië | 2 − 1   |
| 10 | Algiers     | 24 oktober 1979   | Afrika Cup 1980 kwalificatie                      | Algerije − Libië | 3 − 1   |
| 11 | Tripoli     | 6 november 1979   | Afrika Cup 1980 kwalificatie                      | Libië − Algerije | 1 − 0   |
| 12 | Tripoli     | 31 juli 1998      | Afrika Cup 2000 kwalificatie                      | Libië − Algerije | 1 − 3   |
| 13 | Algiers     | 14 augustus 1998  | Afrika Cup 2000 kwalificatie                      | Algerije − Libië | 3 − 0   |
| 14 | Algiers     | 7 februari 2007   | Vriendschappelijk                                 | Algerije − Libië | 2 − 1   |
| 15 | Casablanca  | 9 september 2012  | Afrika Cup 2013 kwalificatie                      | Libië − Algerije | 0 − 1   |
| 16 | Blida       | 14 oktober 2012   | Afrika Cup 2013 kwalificatie                      | Algerije − Libië | 2 − 0   |
| 17 | Constantine | 12 augustus 2017  | African Championship of Nations 2018 kwalificatie | Algerije − Libië | 1 − 2   |
| 18 | Sfax        | 18 augustus 2017  | African Championship of Nations 2018 kwalificatie | Libië − Algerije | 1 − 1   |
| 19 | Algiers     | 13 januari 2023   | African Championship of Nations 2022              | Algerije − Libië | 1 − 0   |

## Samenvatting
| Competitie                                   | Totaal gespeeld | Winst Algerije | Gelijk | Winst Libië | Doelsaldo Algerije – Libië |
| -------------------------------------------- | --------------- | -------------- | ------ | ----------- | -------------------------- |
| WK-kwalificatie                              | 2               | 1              | 1      | 0           | 1 − 0                      |
| Afrika Cup-kwalificatie                      | 6               | 5              | 0      | 1           | 12 − 3                     |
| African Championship of Nations              | 1               | 1              | 0      | 0           | 1 − 0                      |
| African Championship of Nations-kwalificatie | 2               | 0              | 1      | 1           | 2 − 3                      |
| Afrikaanse Spelen                            | 1               | 1              | 0      | 0           | 2 − 1                      |
| Arab Nations Cup/Palestina Cup               | 1               | 1              | 0      | 0           | 2 − 0                      |
| Vriendschappelijk                            | 6               | 4              | 1      | 1           | 7 − 3                      |
| Totaal                                       | 19              | 13             | 3      | 3           | 27 − 10                    |

Wedstrijden bepaald door strafschoppen worden, in lijn met de FIFA, als een gelijkspel gerekend.
FAF · A-internationals · Bondscoaches · Statistieken · Selecties · Algerijns vrouwenelftal · Olympisch elftal · Algerije U21 · Algerije U20 · Algerije U19 · Algerije U18 · Algerije U17
1957 – 1969 · 
1970 – 1979 · 
1980 – 1989 · 
1990 – 1999 · 
2000 – 2009 · 
2010 – 2019 ·
2020 − 2029
WK 1982 · 
WK 1986 · 
WK 2010 · 
WK 2014
OS 1980 · 
OS 2016
1957 · 
1958 · 
1959 ·
1960 · 
1961 · 
1962 · 
1963 · 
1964 · 
1965 · 
1966 · 
1967 · 
1968 · 
1969 ·
1970 · 
1971 · 
1972 · 
1973 · 
1974 · 
1975 · 
1976 · 
1977 · 
1978 · 
1979 ·
1980 · 
1981 · 
1982 · 
1983 · 
1984 · 
1985 · 
1986 · 
1987 · 
1988 · 
1989 · 
1990 · 
1991 · 
1992 · 
1993 · 
1994 · 
1995 · 
1996 · 
1997 · 
1998 · 
1999 · 
2000 · 
2001 · 
2002 · 
2003 · 
2004 · 
2005 · 
2006 · 
2007 · 
2008 · 
2009 · 
2010 · 
2011 ·
2012 ·
2013 ·
2014 ·
2015 ·
2016 ·
2017 ·
2018 ·
2019 ·
2020 ·
2021 ·
2022 ·
2023 ·
2024
Albanië ·
Angola ·
Argentinië ·
Armenië ·
Bahrein ·
Bangladesh ·
België ·
Benin ·
Bolivia ·
Bosnië en Herzegovina ·
Botswana ·
Brazilië ·
Bulgarije ·
Burkina Faso ·
Burundi ·
Centraal-Afrikaanse Republiek ·
Chili ·
China ·
Colombia ·
Congo-Brazzaville ·
Congo-Kinshasa ·
Cuba ·
Denemarken ·
Djibouti ·
DDR ·
Duitsland ·
Egypte ·
Engeland ·
Equatoriaal-Guinea ·
Ethiopië ·
Finland ·
Frankrijk ·
Gabon ·
Gambia ·
Ghana ·
Guinee ·
Guinee-Bissau ·
Hongarije ·
Ierland ·
Irak ·
Iran ·
Italië ·
Ivoorkust ·
Joegoslavië ·
Jordanië ·
Kaapverdië ·
Kameroen ·
Kenia ·
Koeweit ·
Lesotho ·
Libanon ·
Liberia ·
Libië ·
Luxemburg ·
Madagaskar ·
Malawi ·
Maleisië ·
Mali ·
Malta ·
Marokko ·
Mauritanië ·
Mexico ·
Mozambique ·
Namibië ·
Nepal ·
Niger ·
Nigeria ·
Noord-Ierland ·
Oeganda ·
Oman ·
Oostenrijk ·
Peru ·
Polen ·
Portugal ·
Qatar ·
Roemenië ·
Rusland ·
Rwanda ·
Saoedi-Arabië ·
Senegal ·
Servië ·
Seychellen ·
Sierra Leone ·
Slovenië ·
Slowakije ·
Soedan ·
Somalië ·
Sovjet-Unie ·
Spanje ·
Syrië ·
Tanzania ·
Togo ·
Tsjaad ·
Tunesië ·
Turkije ·
Uruguay ·
Verenigde Arabische Emiraten ·
Verenigde Staten ·
Zambia ·
Zimbabwe ·
Zuid-Afrika ·
Zuid-Jemen ·
Zuid-Korea ·
Zweden ·
Zwitserland
België (2014) · 
Chili (1982) · 
Duitsland (2014) · 
Engeland (2010) · 
Oostenrijk (1982) ·
Rusland (2014) ·
Senegal (2019, 2) ·
Slovenië (2010) · 
Verenigde Staten (2010) ·
West-Duitsland (1982) · 
Zuid-Korea (2014)
LFF · A-internationals · Bondscoaches · Libisch vrouwenelftal · Olympisch elftal
1960 – 1969 · 
1970 – 1979 · 
1980 – 1989 · 
1990 – 1999 · 
2000 – 2009 · 
2010 – 2019 ·
2020 − 2029
1964 · 
1965 · 
1966 · 
1967 · 
1968 · 
1969 · 
1970 · 
1971 · 
1972 · 
1973 · 
1974 · 
1975 · 
1976 · 
1977 · 
1978 · 
1979 · 
1980 · 
1981 · 
1982 · 
1983 · 
1984 · 
1985 · 
1986 · 
1987 · 
1988 · 
1989 · 
1990 · 
1991 · 
1992 · 
1993 · 
1994 · 
1995 · 
1996 · 
1997 · 
1998 · 
1999 · 
2000 · 
2001 · 
2002 · 
2003 · 
2004 · 
2005 · 
2006 · 
2007 · 
2008 · 
2009 · 
2010 · 
2011 · 
2012 · 
2013 ·
2014 ·
2015 ·
2016 ·
2017 ·
2018 ·
2019 ·
2020 ·
2021 ·
2022 ·
2023
Algerije ·
Angola ·
Argentinië ·
Bahrein ·
Benin ·
Botswana ·
Burkina Faso ·
Canada ·
Centraal-Afrikaanse Republiek ·
Comoren ·
Congo-Brazzaville ·
Congo-Kinshasa ·
Egypte ·
Equatoriaal-Guinea ·
Ethiopië ·
Gabon ·
Gambia ·
Ghana ·
Griekenland ·
Guinee ·
Indonesië ·
Irak ·
Iran ·
Ivoorkust ·
Jemen ·
Jordanië ·
Kaapverdië ·
Kameroen ·
Kazachstan ·
Kenia ·
Koeweit ·
Lesotho ·
Libanon ·
Liberia ·
Malawi ·
Maleisië ·
Mali ·
Malta ·
Marokko ·
Mauritanië ·
Mauritius ·
Mozambique ·
Myanmar ·
Namibië ·
Niger ·
Nigeria ·
Oeganda ·
Oekraïne ·
Oman ·
Palestina ·
Polen ·
Qatar ·
Rwanda ·
Sao Tomé en Principe ·
Saoedi-Arabië ·
Senegal ·
Seychellen ·
Soedan ·
Swaziland ·
Syrië ·
Tanzania ·
Thailand ·
Togo ·
Tsjaad ·
Tunesië ·
Turkije ·
Uruguay ·
Verenigde Arabische Emiraten ·
Wit-Rusland ·
Zambia ·
Zimbabwe ·
Zuid-Afrika ·
Zuid-Korea